# Richard Dvořák (klavírista)
Richard „Šmarda“ Dvořák (* 9. června 1965, Praha) je český klavírista. Je synem učitelky klavíru Jitky Dvořákové a profesionálního trumpetisty Stanislava Dvořáka. Vyučil se ve středním odborném učilišti v oboru mechanik kancelářských strojů, ale od svých patnácti let se aktivně a později profesionálně věnuje hudbě. Má dva starší bratry Ivana a (* 1962), který je bubeník a Petra (* 1958) a dva syny Richarda jr. a Jakuba.

## Hudba
Na lidové škole umění studoval hru na klavír. Od svých patnácti letech vystupoval s nejrůznějšími skupinami, v nichž hrál na klavír a elektrické piano. Mezi ně se řadí například Navi Papaja Ivana Hlase, Bluesberry Petara Introviče, Wanastowi Vjecy a spolupracoval nebo nahrával ve studiu s dalšími umělci, například s Lenkou Filipovou, Irenou Budweiserovou nebo Miroslavem Žbirkou. V současnosti hraje jako stálý člen se skupinami OOZ Orchestra, Žlutý pes a Krausberry.